# 2009–2010-es angol labdarúgó-bajnokság (első osztály)
A 2009–2010-es Premier League szezon a tizennyolcadik bajnokság megalakulása óta. 2009. augusztus 15-én, szombaton kezdődött a bajnokság, az utolsó játéknapot pedig 2010. május 9-én tartják meg. A mérkőzések sorsolását június 17-én tartották. A címvédő a Manchester United, akik a legutóbbi szezonban megszerzett 18. bajnoki címükkel beérték a tavalyi második Liverpoolt.
A bajnokság 20 csapatából 17 a korábbi szezonban is az élvonalban játszott, 3 csapat pedig a másodosztályból jutott fel. A Newcastle United, a Middlesbrough és a West Bromwich Albion a másodosztályba került, a Championshipből a Wolverhampton Wanderers és a Birmingham City csapata egyeneságon jutott fel az első osztályba, a fennmaradó egy helyért való küzdelemben pedig a Burnley 3–0-s összesítéssel győzte le a Readinget.
A szezon a Chelsea és a Hull City közötti mérkőzéssel kezdődött 2009. augusztus 15-én, amit a Chelsea nyert 2–1-re. A szezon első gólját a Hull játékosa, Stephen Hunt szerezte, aki ezen a mérkőzésen debütált a csapatban. A kezdő hét minden mérkőzésének elején egyperces csenddel emlékeztek a július 31-én elhunyt Sir Bobby Robsonra.
Első csapatként a Portsmouth esett ki, miután április 10-én kikaptak a Sunderlandtől 1–0-ra. Korábban 9 pontot vontak le a klubtól adósságai miatt. Hozzájuk csatlakozott a szezon végén az újonc Burnley, valamint a Hull City.
A bajnokság győztese a Chelsea lett, miután az utolsó fordulóba 8-0 arányban legyőzték a Wigan Athletic-et. A Chelsea ezzel megszerezte a negyedik bajnoki címét.

## Változások az előző szezonhoz képest

### Kiesett csapatok
- Newcastle United
- Middlesbrough
- West Bromwich Albion

### Feljutott csapatok
- Wolverhampton Wanderers (Championship 2008–09: bajnok)
- Birmingham City (Championship 2008–09: második)
- Burnley (Championship 2009-es rájátszás: győztes)

## A végeredmény
| #   | Csapat                   | M  | GY | D  | V  | G+ – G– | GK  | P                                     | Megjegyzések                                |
| --- | ------------------------ | -- | -- | -- | -- | ------- | --- | ------------------------------------- | ------------------------------------------- |
| 1.  | ChelseaK (B)             | 38 | 27 | 5  | 6  | 103–32  | +71 | 86                                    | 2010–2011-es Bajnokok Ligája – csoportkör   |
| 2.  | Manchester UnitedCV      | 38 | 27 | 4  | 7  | 86–28   | +58 | 85                                    | 2010–2011-es Bajnokok Ligája – csoportkör   |
| 3.  | Arsenal                  | 38 | 23 | 6  | 9  | 83–41   | +42 | 75                                    | 2010–2011-es Bajnokok Ligája – csoportkör   |
| 4.  | Tottenham Hotspur        | 38 | 21 | 7  | 10 | 67–41   | +26 | 70                                    | 2010–2011-es Bajnokok Ligája – rájátszás    |
| 5.  | Manchester City          | 38 | 18 | 13 | 7  | 73–45   | +28 | 67                                    | 2010–2011-es Európa-liga – rájátszás1       |
| 6.  | Aston Villa              | 38 | 17 | 13 | 8  | 52–39   | +13 | 64                                    | 2010–2011-es Európa-liga – rájátszás1       |
| 7.  | Liverpool FC             | 38 | 18 | 9  | 11 | 61–35   | +26 | 63                                    | 2010–2011-es Európa-liga – 3. selejtezőkör2 |
| 8.  | Everton                  | 38 | 16 | 13 | 9  | 60–49   | +11 | 61 \|rowspan="10" bgcolor="#FAFAFA"\| |                                             |
| 9.  | Birmingham CityÚ         | 38 | 13 | 11 | 14 | 38–47   | −9  | 50                                    |                                             |
| 10. | Blackburn Rovers         | 38 | 13 | 11 | 14 | 41–55   | −14 | 50                                    |                                             |
| 11. | Stoke City               | 38 | 11 | 14 | 13 | 34–48   | −14 | 47                                    |                                             |
| 12. | Fulham                   | 38 | 12 | 10 | 16 | 39–46   | −7  | 46                                    |                                             |
| 13. | Sunderland AFC           | 38 | 11 | 11 | 16 | 48–56   | −8  | 44                                    |                                             |
| 14. | Bolton Wanderers         | 38 | 10 | 9  | 19 | 42–67   | −25 | 39                                    |                                             |
| 15. | Wolverhampton WanderersÚ | 38 | 9  | 11 | 18 | 32–56   | −24 | 38                                    |                                             |
| 16. | Wigan Athletic           | 38 | 9  | 9  | 20 | 37–79   | −42 | 36                                    |                                             |
| 17. | West Ham United          | 38 | 8  | 11 | 19 | 47–66   | −19 | 35                                    |                                             |
| 18. | Burnley FCÚ (K)          | 38 | 8  | 6  | 24 | 42–82   | −40 | 30                                    | The Championship                            |
| 19. | Hull City (K)            | 38 | 6  | 12 | 20 | 34–75   | −41 | 30                                    | The Championship                            |
| 20. | Portsmouth FC (K)        | 38 | 7  | 7  | 24 | 34–66   | −32 | 193                                   | The Championship                            |

Forrás: premierleague.com (angolul) 
A rangsorolás alapszabályai: 1. összpontszám, 2. egymás elleni eredmények összpontszáma, 3. gólkülönbség, 4. szerzett gólok száma.
1Mivel az FA-kupa döntőjébe a bajnok Chelsea és az UEFA-licenccel nem rendelkező Portsmouth FC jutott, ezért Anglia a kupagyőztes jogán nem indít csapatot, helyét a bajnokság 6. helyezettje vette át.
2Mivel az angol ligakupát a bajnoki ezüstérmes és BL-induló Manchester United nyerte, a bajnokság 7. helyezettje a 2010–2011-es Európa-liga 3. selejtezőkörében indulhat.
3A Portsmouth FC csapatától 9 pontot levontak.
(B): Bajnokcsapat, (K): Kieső csapat, (F): Feljutó csapat, (I): Kupainduló, (R): A rájátszás győztese, (KGY): Kupagyőztes

## Kereszttábla
| Hazai \ Vendég1         | ARS | ASV | BIR | BLR | BOL | BUR | CHE | EVE | FUL | HUL | LIV | MNC | MNU | POR | STO | SUN | TOT | WHU | WIG | WOW |
| Arsenal                 |     | 3–0 | 3–1 | 6–2 | 4–2 | 3–1 | 0–3 | 2–2 | 4–0 | 3–0 | 1–0 | 0–0 | 1–3 | 4–1 | 2–0 | 2–0 | 3–0 | 2–0 | 4–0 | 1–0 |
| Aston Villa             | 0–0 |     | 1–0 | 0–1 | 5–1 | 5–2 | 2–1 | 2–2 | 2–0 | 3–0 | 0–1 | 1–1 | 1–1 | 2–0 | 1–0 | 1–1 | 1–1 | 0–0 | 0–2 | 2–2 |
| Birmingham City         | 1–1 | 0–1 |     | 2–1 | 1–2 | 2–1 | 0–0 | 2–2 | 1–0 | 0–0 | 1–1 | 0–0 | 1–1 | 1–0 | 0–0 | 2–1 | 1–1 | 1–0 | 1–0 | 2–1 |
| Blackburn Rovers        | 2–1 | 2–1 | 2–1 |     | 3–0 | 3–2 | 1–1 | 2–3 | 2–0 | 1–0 | 0–0 | 0–2 | 0–0 | 3–1 | 0–0 | 2–2 | 0–2 | 0–0 | 2–1 | 3–1 |
| Bolton Wanderers        | 0–2 | 0–1 | 2–1 | 0–2 |     | 1–0 | 0–4 | 3–2 | 0–0 | 2–2 | 2–3 | 3–3 | 0–4 | 2–2 | 1–1 | 0–1 | 2–2 | 3–1 | 4–0 | 1–0 |
| Burnley FC              | 1–1 | 1–1 | 2–1 | 0–1 | 1–1 |     | 1–2 | 1–0 | 1–1 | 2–0 | 0–4 | 1–6 | 1–0 | 1–2 | 1–1 | 3–1 | 4–2 | 2–1 | 1–3 | 1–2 |
| Chelsea                 | 2–0 | 7–1 | 3–0 | 5–0 | 1–0 | 3–0 |     | 3–3 | 2–1 | 2–1 | 2–0 | 2–4 | 1–0 | 2–1 | 7–0 | 7–2 | 3–0 | 4–1 | 8–0 | 4–0 |
| Everton                 | 1–6 | 1–1 | 1–1 | 3–0 | 2–0 | 2–0 | 2–1 |     | 2–1 | 5–1 | 0–2 | 2–0 | 3–1 | 1–0 | 1–1 | 2–0 | 2–2 | 2–2 | 2–1 | 1–1 |
| Fulham                  | 0–1 | 0–2 | 2–1 | 3–0 | 1–1 | 3–0 | 0–2 | 2–1 |     | 2–0 | 3–1 | 1–2 | 3–0 | 1–0 | 0–1 | 1–0 | 0–0 | 3–2 | 2–1 | 0–0 |
| Hull City               | 1–2 | 0–2 | 0–1 | 0–0 | 1–0 | 1–4 | 1–1 | 3–2 | 2–0 |     | 0–0 | 2–1 | 1–3 | 0–0 | 2–1 | 0–1 | 1–5 | 3–3 | 2–1 | 2–2 |
| Liverpool FC            | 1–2 | 1–3 | 2–2 | 2–1 | 2–0 | 4–0 | 0–2 | 1–0 | 0–0 | 6–1 |     | 2–2 | 2–0 | 4–1 | 4–0 | 3–0 | 2–0 | 3–0 | 2–1 | 2–0 |
| Manchester City         | 4–2 | 3–1 | 5–1 | 4–1 | 2–0 | 3–3 | 2–1 | 0–2 | 2–2 | 1–1 | 0–0 |     | 0–1 | 2–0 | 2–0 | 4–3 | 0–1 | 3–1 | 3–0 | 1–0 |
| Manchester United       | 2–1 | 0–1 | 1–0 | 2–0 | 2–1 | 3–0 | 1–2 | 3–0 | 3–0 | 4–0 | 2–1 | 4–3 |     | 5–0 | 4–0 | 2–2 | 3–1 | 3–0 | 5–0 | 3–0 |
| Portsmouth FC           | 1–4 | 1–2 | 1–2 | 0–0 | 2–3 | 2–0 | 0–5 | 0–1 | 0–1 | 3–2 | 2–0 | 0–1 | 1–4 |     | 1–2 | 1–1 | 1–2 | 1–1 | 4–0 | 3–1 |
| Stoke City              | 1–3 | 0–0 | 0–1 | 3–0 | 1–2 | 2–0 | 1–2 | 0–0 | 3–2 | 2–0 | 1–1 | 1–1 | 0–2 | 1–0 |     | 1–0 | 1–2 | 2–1 | 2–2 | 2–2 |
| Sunderland AFC          | 1–0 | 0–2 | 3–1 | 2–1 | 4–0 | 2–1 | 1–3 | 1–1 | 0–0 | 4–1 | 1–0 | 1–1 | 0–1 | 1–1 | 0–0 |     | 3–1 | 2–2 | 1–1 | 5–2 |
| Tottenham Hotspur       | 2–1 | 0–0 | 2–1 | 3–1 | 1–0 | 5–0 | 2–1 | 2–1 | 2–0 | 0–0 | 2–1 | 3–0 | 1–3 | 2–0 | 0–1 | 2–0 |     | 2–0 | 9–1 | 0–1 |
| West Ham United         | 2–2 | 2–1 | 2–0 | 0–0 | 1–2 | 5–3 | 1–1 | 1–2 | 2–2 | 3–0 | 2–3 | 1–1 | 0–4 | 2–0 | 0–1 | 1–0 | 1–2 |     | 3–2 | 1–3 |
| Wigan Athletic          | 3–2 | 1–2 | 2–3 | 1–1 | 0–0 | 1–0 | 3–1 | 0–1 | 1–1 | 2–2 | 1–0 | 1–1 | 0–5 | 0–0 | 1–1 | 1–0 | 0–3 | 1–0 |     | 0–1 |
| Wolverhampton Wanderers | 1–4 | 1–1 | 0–1 | 1–1 | 2–1 | 2–0 | 0–2 | 0–0 | 2–1 | 1–1 | 0–0 | 0–3 | 0–1 | 0–1 | 0–0 | 2–1 | 1–0 | 0–2 | 0–2 |     |

Forrás: premierleague.com (angolul) 
1A hazai csapatok a bal oldali oszlopban szerepelnek.
Színek: Zöld = hazai győzelem; Sárga = döntetlen; Piros = vendéggyőzelem.
 

## Statisztika

### Gólok
- Első gól: Stephen Hunt (Hull City) a Chelsea ellen, 27 perc és 14 másodperc után (2009. augusztus 15.).[7]
- Leggyorsabb gól: 47 másodperc után – Jermain Defoe (Tottenham Hotspur) a Manchester United ellen (2009. szeptember 12.).
- Gól a mérkőzés utolsó perceiben: 90+5 perc és 30 másodperc után – David N’Gog (Liverpool) a Manchester United ellen (2009. október 25.).
- Első öngól: Stephen Jordan (Burnley) a Stoke City ellen, 32 perc és 28 másodperc után (2009. augusztus 15.).[8]
- Első büntető: 55 perc és 19 másodperc után – Steven Gerrard (belőtte) (Liverpool) a Tottenham Hotspur ellen (2009. augusztus 16.).[9]
- Első mesterhármas: Jermain Defoe (Tottenham Hotspur) a Hull City ellen (2009. augusztus 19.)[10]
- Legnagyobb gólkülönbség: 8 gól
  - Chelsea 8-0 Wigan Athletic (2010. május 9.)[11]
  - Wigan Athletic 0–5 Manchester United (2009. augusztus 22.)[12]
  - Liverpool 6–1 Hull City (2009. szeptember 26.)
  - Tottenham Hotspur 5–0 Burnley (2009. szeptember 26.)
- Legtöbb gól egy mérkőzésen: 10 gól
  - Tottenham Hotspur 9–1 Wigan Athletic (2009. november 22.)
- Legtöbb gól egy félidőben: 9 gól
  - Tottenham Hotspur 9–1 (1–0 a félidőben) Wigan Athletic (2009. november 22.)

### Lapok
- Első sárga lap: Bernard Mendy (Hull City a Chelsea ellen, 45+1 perc és 30 másodperc után (2009. augusztus 15.).[7]
- Első piros lap: Sean Davis (Bolton Wanderers a Liverpool ellen, 53 perc és 57 másodperc után (2009. augusztus 29.).
- Lap a mérkőzés utolsó percében: Younès Kaboul (sárga lap) 90+3 perc és 6 másodperc után (Portsmouth) a Birmingham City ellen (2009. augusztus 19.).[13]

### Egyéb
- Leghosszabb hosszabbítás: 8 perc és 55 másodperc – Chelsea a Tottenham Hotspur ellen (2009. augusztus 15.)[7]
- Első döntetlen: Birmingham City a Stoke City ellen (2009. augusztus 22.) (0–0)
- Első gól nélküli mérkőzés: Birmingham City a Stoke City ellen (2009. augusztus 22.)
- Leggyakoribb eredmény: 1–0 (25 alkalommal)

## Listavezetők
Utoljára frissítve: 2010. május 9.

### Góllövők
| Helyezés | Játékos            | Csapat            | Gólok |
| -------- | ------------------ | ----------------- | ----- |
| 1        | Didier Drogba      | Chelsea           | 29    |
| 2        | Wayne Rooney       | Manchester United | 26    |
| 3        | Darren Bent        | Sunderland        | 24    |
| 4        | Carlos Tévez       | Manchester City   | 23    |
| 5        | Frank Lampard      | Chelsea           | 22    |
| 6        | Jermain Defoe      | Tottenham Hotspur | 18    |
| 6        | Fernando Torres    | Liverpool         | 18    |
| 8        | Cesc Fàbregas      | Arsenal           | 15    |
| 9        | Emmanuel Adebayor  | Manchester City   | 14    |
| 10       | Louis Saha         | Everton           | 13    |
| 10       | Gabriel Agbonlahor | Aston Villa       | 13    |

### Legtöbb gólpassz
| Helyezés | Játékos             | Csapat            | Gólpassz |
| -------- | ------------------- | ----------------- | -------- |
| 1        | Frank Lampard       | Chelsea           | 17       |
| 2        | Cesc Fàbregas       | Arsenal           | 15       |
| 3        | Didier Drogba       | Chelsea           | 13       |
| 4        | James Milner        | Aston Villa       | 12       |
| 5        | Nicolas Anelka      | Chelsea           | 10       |
| 5        | Craig Bellamy       | Manchester City   | 10       |
| 5        | Ryan Giggs          | Manchester United | 10       |
| 5        | Nani                | Manchester United | 10       |
| 5        | Ashley Young        | Aston Villa       | 10       |
| 10       | Leighton Baines     | Everton           | 9        |
| 10       | Matthew Etherington | Stoke City        | 9        |
| 10       | Aaron Lennon        | Tottenham Hotspur | 9        |
| 10       | Antonio Valencia    | Manchester United | 9        |

## Díjak

### Havi díjak
| Hónap            | A hónap menedzsere | A hónap menedzsere | A hónap játékosa | A hónap játékosa  |
| Hónap            | Név                | Csapat             | Név              | Csapat            |
| ---------------- | ------------------ | ------------------ | ---------------- | ----------------- |
| 2009. augusztus  | Harry Redknapp     | Tottenham Hotspur  | Jermain Defoe    | Tottenham Hotspur |
| 2009. szeptember | Alex Ferguson      | Manchester United  | Fernando Torres  | Liverpool         |
| 2009. október    | Roy Hodgson        | Fulham             | Robin van Persie | Arsenal           |
| 2009. november   | Carlo Ancelotti    | Chelsea            | Jimmy Bullard    | Hull City         |
| 2009. december   | Alex McLeish       | Birmingham City    | Carlos Tévez     | Manchester City   |
| 2010. január     | David Moyes        | Everton            | Wayne Rooney     | Manchester United |
| 2010. február    | Roy Hodgson        | Fulham             | Mark Schwarzer   | Fulham            |
| 2010. március    | David Moyes        | Everton            | Florent Malouda  | Chelsea           |
| 2010. április    | Martin O’Neill     | Aston Villa        | Gareth Bale      | Tottenham Hotspur |

## Stadionok
| Csapat                  | Stadion                    | Befogadóképesség |
| ----------------------- | -------------------------- | ---------------- |
| Manchester United       | Old Trafford               | 75 769           |
| Arsenal                 | Emirates Stadion           | 60 432           |
| Sunderland              | Stadium of Light           | 48 707           |
| Manchester City         | City of Manchester Stadion | 47 405           |
| Liverpool               | Anfield                    | 45 362           |
| Aston Villa             | Villa Park                 | 42 783           |
| Chelsea                 | Stamford Bridge            | 42 449           |
| Everton                 | Goodison Park              | 40 157           |
| Tottenham Hotspur       | White Hart Lane            | 36 230           |
| West Ham United         | Upton Park                 | 35 303           |
| Blackburn Rovers        | Ewood Park                 | 31 367           |
| Birmingham City         | St Andrew’s Stadion        | 30 079           |
| Wolverhampton Wanderers | Molineux Stadion           | 29 303           |
| Bolton Wanderers        | Reebok Stadion             | 27 879           |
| Stoke City              | Britannia Stadion          | 27 500           |
| Fulham                  | Craven Cottage             | 25 478           |
| Hull City               | KC Stadion                 | 25 404           |
| Wigan Athletic          | DW Stadion                 | 25 133           |
| Burnley                 | Turf Moor                  | 22 700           |
| Portsmouth              | Fratton Park               | 20 709           |

## Edzőváltások
| Csapat          | Távozott edző | A távozás módja   | A távozás ideje    | Érkezett edző   | A kinevezés ideje  |
| --------------- | ------------- | ----------------- | ------------------ | --------------- | ------------------ |
| Chelsea         | Guus Hiddink  | szerződés lejárta | 2009. május 30.    | Carlo Ancelotti | 2009. július 1.    |
| Portsmouth      | Paul Hart     | elbocsátották     | 2009. november 24. | Ávrám Grant     | 2009. november 26. |
| Manchester City | Mark Hughes   | elbocsátották     | 2009. december 19. | Roberto Mancini | 2009. december 19. |

## Lásd még
- Championship 2009–10

## Külső hivatkozások
- A Premier League hivatalos oldala Archiválva 2008. október 24-i dátummal a Wayback Machine-ben